# Adelante Andalucía (partido político)
Adelante Andalucía (AA) es un partido político español radicado en Andalucía. Propugna una ideología nacionalista andaluza de izquierdas, abogando por un modelo confederal para España y apoyando varias causas sociales como el feminismo, los derechos LGTB, la memoria democrática o la ecología social.
Esta formación fue inscrita en el registro de partidos políticos del Ministerio del Interior en diciembre de 2019. Dicha actuación, impulsada por Teresa Rodríguez y que implicaba el uso del nombre de la coalición Adelante Andalucía como un partido político, generaría un distanciamiento 
del espacio liderado por dicha dirigente con el partido Podemos y la federación IULV-CA. Finalmente, tras la ruptura entre ambos espacios políticos a principios de 2021, los impulsores de este partido celebraron su Asamblea constituyente el 26 de junio de 2021 en Granada.

## Historia

### Período fundacional y Asamblea constituyente (2019-2021)
En diciembre de 2019, por iniciativa de Teresa Rodríguez e IU, fue constituido un nuevo partido político en el Registro de Partidos del Ministerio del Interior con la denominación de Adelante Andalucía, homónima a la coalición formada por los partidos Podemos, IULV-CA, Primavera Andaluza e Izquierda Andalucista para concurrir a las elecciones al Parlamento de Andalucía de 2018.
A continuación, en febrero de 2020 Teresa Rodríguez y su equipo, al igual que Anticapitalistas Andalucía, abandonan Podemos tras la negativa de Pablo Iglesias al desarrollo de una opción andaluza con grupo propio en el Congreso de los Diputados y autonomía política. En mayo de 2020 el partido Anticapitalistas Andalucía se integra en Adelante Andalucía como la quinta organización en su seno. Todo ello acabaría llevando a una profunda crisis de la coalición, que desembocaría en la ruptura entre Podemos e IU por un lado (que acabarían renombrando su coalición como Unidas Podemos por Andalucía) y el resto de organizaciones de dicha coalición por otro (Primavera Andaluza, Izquierda Andaluza y Anticapitalistas Andalucía).
Así, el sector próximo a Teresa Rodríguez, que mantenía el control de este partido político inscrito, inició a principios de 2021 un proceso de debate asambleario que denominaron «Andalucía no se rinde», al que se incorporó Defender Andalucía, partido surgido semanas antes. Mediante asambleas comarcales y provinciales se fueron desarrollando los documentos político, organizativo y feminista. Finalmente, el 10 de mayo de 2021, los principales portavoces de las formaciones participantes anunciaron la convocatoria de una Asamblea Constituyente

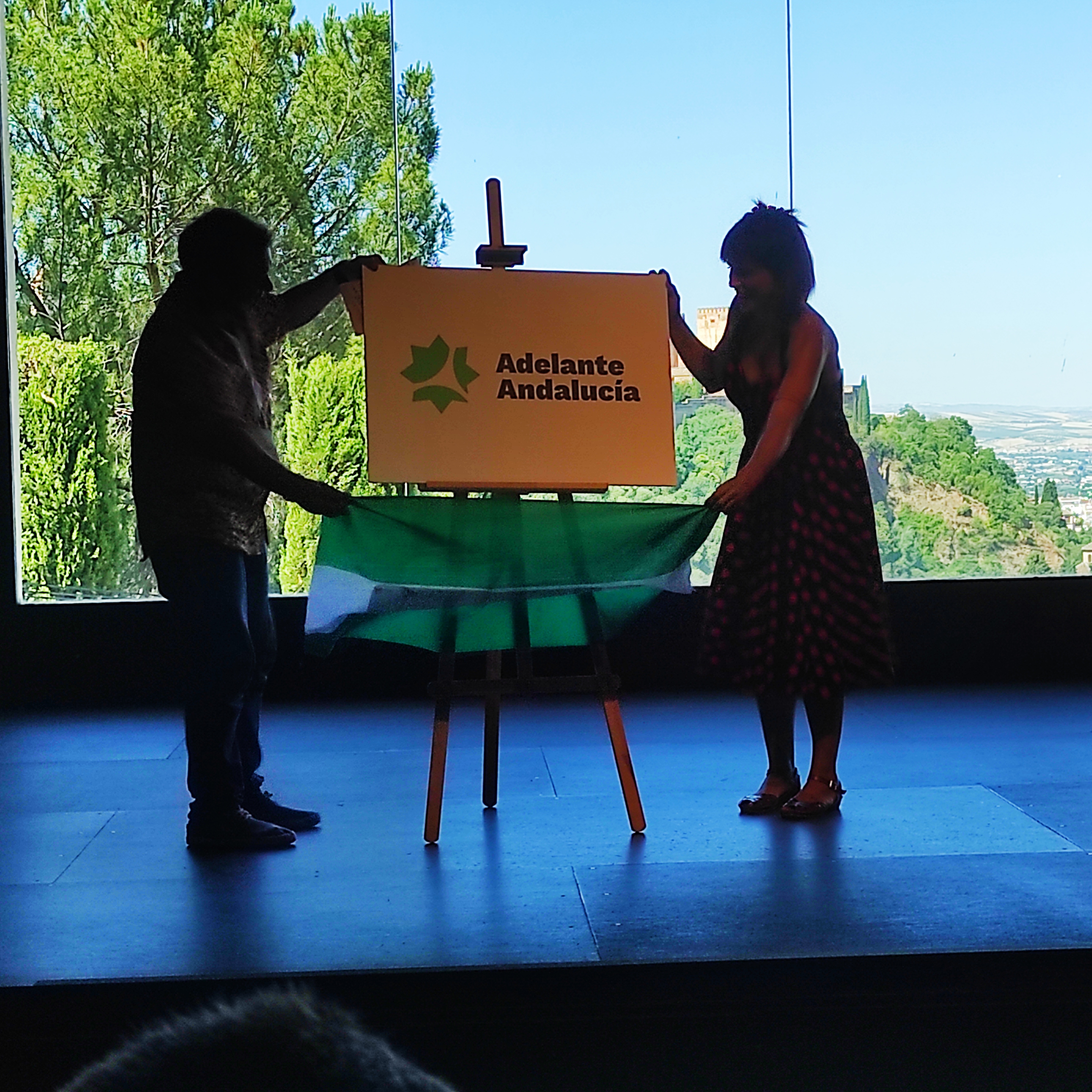
José María González "Kichi" y Teresa Rodríguez destapando el nuevo logotipo de Adelante Andalucía

De esta forma, el 26 de junio de 2021 fue celebrada la Asamblea Nacional Constituyente de Adelante Andalucía como partido político en La Chumbera, en el barrio del Albaicín de Granada. En esta Asamblea la organización se dotó de una nueva estructura, de documentos, órganos de gobierno y logo, marcando un claro perfil andalucista, soberanista andaluz y ecosocialista. La organización se definió como un proyecto de «dignidad y libertad de Andalucía», suponiendo la tercera ola del andalucismo, cuyo principal objetivo sería alcanzar una Andalucía libre, soberana e independiente dentro de una España plurinacional y confederal. En este acto se eligió la nueva dirección del partido a nivel nacional presentándose una única lista, la liderada por Teresa Rodríguez, que obtuvo el 97% de votos favorables. La organización recibió el saludo y apoyo de otros partidos como Compromís, ERC o Geroa Bai.

### Portavocía de Teresa Rodríguez (2021-2024)
Tras la constitución como partido de Adelante Andalucía, comenzó un proceso de implantación por Andalucía, sacudido por varias convocatorias electorales y la elección de Teresa Rodríguez como portavoz del nuevo partido.
En marzo de 2022 Teresa Rodríguez fue elegida candidata de Adelante Andalucía para las siguientes elecciones al Parlamento de Andalucía, quedando finalmente constituida la coalición «Adelante Andalucía-Andalucistas» por Adelante Andalucía (como partido), Anticapitalistas Andalucía, Izquierda Andalucista y Primavera Andaluza, con el apoyo externo de Defender Andalucía y Adelante Izquierda Gaditana.
Durante la campaña electoral la coalición Por Andalucía solicitó la exclusión de Adelante Andalucía de los debates electorales, pero la Junta Electoral lo desestimó, permitiendo que la formación andalucista participara. Tras las elecciones quedó como quinta fuerza política, con el 4,58% de los votos, obteniendo dos escaños: uno por Cádiz y otro por Sevilla. Teresa Rodríguez se mostró crítica con las formaciones que promovieron su expulsión del grupo parlamentario y celebró que  Vox no hubiera alcanzado los objetivos que proyectaba en Andalucía. Por su parte, la representante de Por Andalucía Inmaculada Nieto responsabilizó a Adelante Andalucía de los malos resultados de la izquierda en las elecciones, acusándola de haber dividido al electorado.
En diciembre de 2022 Teresa Rodríguez renunció al escaño en el Parlamento, motivando la decisión en su compromiso ético de no estar más de ocho años como parlamentaria. No obstante continuó como portavoz de la organización. Fue sustituida en el Parlamento por José Ignacio García, el cual es actualmente portavoz del Grupo Parlamentario.
De cara a las elecciones municipales de 2023, se inició un proceso de conformación de candidaturas en diferentes municipios de Andalucía. No obstante, su limitada implantación supuso serias dificultades y un gran reto, consiguiendo presentar 34 candidaturas, con las que obtuvo un total de ocho concejales, cinco de ellos en Cádiz al ir en coalición con otras fuerzas de izquierdas como Izquierda Unida, que obtuvo uno de los seis totales. Los tres concejales restantes fueron elegidos en Puerto Real, Castilleja de la Cuesta y La Puebla de Cazalla. Con la formación de ayuntamientos, llega un acuerdo en Puerto Real para gobernar en coalición junto a Izquierda Unida.

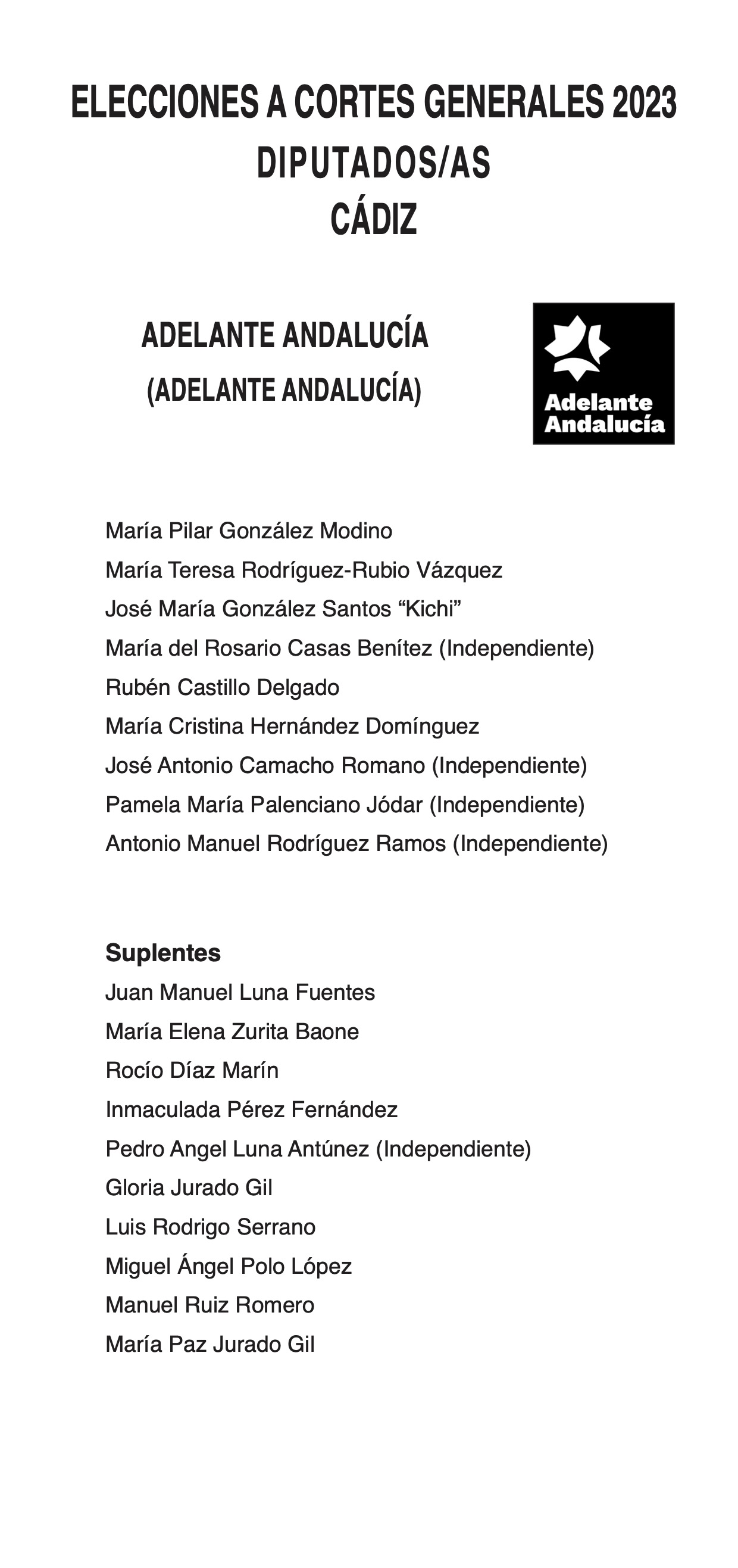
Papeleta de Adelante Andalucía para las generales de 2023

Tras la convocatoria anticipada de elecciones generales y tras un proceso de debate interno, Adelante Andalucía decidió aunar esfuerzos y recursos para presentar una lista única andaluza por la circunscripción de Cádiz, rechazando así unirse a Sumar. Como cabeza de lista se situó la exsenadora Pilar González, ocupando José María González Santos y Teresa Rodríguez los números 2 y 3 de la lista respectivamente. La formación no obtuvo escaño, siendo la quinta fuerza política con el 1,42% de los votos.

### Portavocía de José Ignacio García (desde 2024)
Entre septiembre de 2023 y la primavera de 2024, la organización llevó a cabo un proceso congresual que culminó en una Asamblea Nacional en marzo de ese mismo año. En ese proceso se llevó a cabo una reflexión sobre el nuevo escenario político y se pusieron las bases políticas y organizativas para afrontarlo, marcando como objetivos la creación de asambleas locales e implantación en todas las comarcas de Andalucía y afrontar las futuras elecciones andaluzas previstas para 2026. 
El 16 de marzo de 2024 es elegido como nuevo portavoz de Adelante Andalucía José Ignacio García, que ya ejercía desde enero de 2023 como portavoz del Grupo Parlamentario en el Parlamento de Andalucía. 
El 28 de febrero de 2025, Adelante Andalucía comienza un proceso de elección y votación interna entre sus militantes sobre el que será su cabeza de cartel a la Presidencia de la Junta de Andalucía; así como, el resto de candidatos provinciales que concurrirán a las próximas elecciones al Parlamento de Andalucía, cuya celebración será en 2026 cuando se agota la presente legislatura autonómica. 

## Concurrencia a elecciones

### Elecciones al Parlamento de Andalucía de 2022
Para concurrir a las elecciones al Parlamento de Andalucía de 2022, este partido político se presentó como parte de la coalición denominada Adelante Andalucía-Andalucistas (AA-A), que tuvo la siguiente composición.
| Partidos y federaciones | Partidos y federaciones    |
| ----------------------- | -------------------------- |
|                         | Adelante Andalucía         |
|                         | Anticapitalistas Andalucía |
|                         | Izquierda Andalucista      |
|                         | Primavera Andaluza         |

### Elecciones municipales y generales de 2023
De cara a las elecciones municipales de mayo de 2023 y las elecciones generales de julio de ese mismo año, Adelante Andalucía optó por concurrir como partido político en solitario.

## Resultados electorales

### Elecciones autonómicas de Andalucía
| Elecciones | Votos   | %    | Diputados | Posición |
| ---------- | ------- | ---- | --------- | -------- |
| 2022       | 168.960 | 4,58 | 2/109     | 5.º      |

### Elecciones generales
| Elecciones | Cabeza de lista | Votos | %    | Diputados | Posición |
| ---------- | --------------- | ----- | ---- | --------- | -------- |
| 2023       | Pilar González  | 9064  | 1,42 | 0/9       | 5.º      |

### Elecciones municipales en Andalucía
| Elecciones | Votos  | % (en Andalucía) | Concejales |
| ---------- | ------ | ---------------- | ---------- |
| 2023 a     | 44.574 | 1,14             | 8          |

a Candidaturas propias y confluencia Adelante Izquierda Gaditana (Cádiz).